# 約翰·奧士達
约翰·奥斯特（John Oster，1978年12月18日—）是威爾斯足球運動員，出生於英格蘭林肯郡波士頓。目前效力英格蘭足球冠軍聯賽球隊唐卡士打。

## 生平
職業生涯甘士比首度亮相，僅上陣25次年僅18歲即以150萬英鎊加盟愛華頓。未能在愛華頓更進一步，其後轉投新特蘭及般尼。在效力新特蘭期間曾用氣槍意外擊中預備隊隊友马克·马利（Mark Maley）的眼睛；在外借到時亦因於聖誕派對鬧事而被遣回。
2005年8月2日加盟雷丁。於2008年夏天遭棄用，於8月11日投效水晶宮，初步簽約6個月。2009年夏季離開水晶宮後，以短約形式加盟另一支英冠球隊唐卡士打。

## 外部連結
- 足球数据库：約翰·奧士達的球员统计数据